# Afrolaophonte monodi
Afrolaophonte monodi är en kräftdjursart som beskrevs av Claude Chappuis 1960. Afrolaophonte monodi ingår i släktet Afrolaophonte och familjen Laophontidae. Inga underarter finns listade i Catalogue of Life.